# Митрешти (Муреш)
Митрешти (рум. Mitrești) насеље је у Румунији у округу Муреш у општини Варгата. Oпштина се налази на надморској висини од 375 m.

## Становништво
Према подацима из 2002. године у насељу је живело 382 становника.

### Попис2002.
| Расподела становништва по националности 2002.‍ | Расподела становништва по националности 2002.‍ | Расподела становништва по националности 2002.‍ | Расподела становништва по националности 2002.‍ | Расподела становништва по националности 2002.‍ |
| --------------------------------------------- | --------------------------------------------- | --------------------------------------------- | --------------------------------------------- | --------------------------------------------- |
|                                               |                                               |                                               |                                               |                                               |
| Мађари                                        | Мађари                                        |                                               | 360                                           | 94,2%                                         |
| Роми                                          | Роми                                          |                                               | 22                                            | 5,8%                                          |